# Newton (hrabstwo Marquette)
Newton – miasto w Stanach Zjednoczonych, w stanie Wisconsin, w hrabstwie Marquette.